# Гобики (деревня)
Гобики — опустевшая деревня в Рогнединском районе Брянской области в составе Фёдоровского сельского поселения.

## География
Находится в северной части Брянской области на расстоянии приблизительно 19 км на север-северо-запад по прямой от районного центра поселка Рогнедино.

## История
Упоминается с первой половины XIX века, первоначально как сельцо. На карте 1941 года отмечена как Гобика с 12 дворами.

## Население
Численность населения: 6 человек (русские 100 %) в 2002 году, 0 в 2010.